# Aulay
Aulay est un prénom masculin écossais. C'est une anglicisation du gaélique écossais Amhladh, Amhlaidh, Amhlaigh et Amhlaibh. La forme gaélique irlandaise standard de ces noms est Amhlaoibh (prononcé « ow-liv », et « owl-lee », qui peut être anglicisé comme Auliffe et Humphrey.
Le vieux nom irlandais personnel Amlaíb est une forme gaélisée du vieux norrois Óláfr, et est enregistré dans les Annales d'Ulster comme étant introduit en Ulster par « Amlaíb, fils du roi de Lochlann, ». Au IXe siècle, Óláfr peut avoir été prononcé davantage comme le vieux norrois Áleifr . Une forme gaélique classique de ce vieux nom irlandais est Amhlaíbh.
Les noms gaéliques irlandais plus anciens Amalgaid et Amhalghaidh (prononcé « owl-ghee »), étaient portés par un premier roi de Munster et un ancien roi de Connacht. Même si ces noms étaient d'une origine différente de celle des noms nordiques gaélisés ci-dessus, ils étaient « totalement confondus » avec eux au Moyen Âge tardif. Plus tard, Amalgaid et Amhalghaidh ont été anglicisés comme Auley; ainsi que Awley, qui était d'une orthographe couramment utilisée par les Magawley de Calry.
Dans les comtés irlandais d'Antrim et d'Armagh, Amley se trouve comme une variante d'Aulay ou Auley et donne naissance au nom de famille MacAmley ou Macamley.

## Personnes notables portant ces noms

### Nom personnel
Aulay
- Aulay Macaulay, (décédé en 1788), un inventeur anglais d'un système de sténographie.
- Sir Aulay MacAulay d'Ardincaple, (–1617), chef de clan écossais.
- Aulay MacAulay Morrison, (1863–1942), avocat et homme politique canadien.

Amhlaoibh
- Amhlaoibh Ó Súilleabháin, (1780–1838), auteur irlandais, drapier en lin, homme politique et maître d'école informelle et illégale (en Irlande des XVIIIe et XIXe siècles).

Amalgaid
- Amalgaid mac Congalaig, (mort en 718), un roi irlandais de Brega, du septième Uí Chonaing de Cnogba (Knowth) de la branche Síl nÁedo Sláine du sud de Ui Neill.
- Amalgaid mac Éndai, (mort en 601), un roi irlandais de Munster, de la branche Eóganacht Áine de l'Eoganachta.
- Amalgaid mac Fiachrae, (mort en 440), un roi irlandais de Connacht, de l'Ui Fiachrach sept.

Amlaíb
- Amlaíb Conung, (mort vers 875), un dirigeant nordique ou nordique-gaélique en Irlande et en Écosse dans les années après 850.
- Amlaíb mac Sitriuc, fils du roi des Gaules nordiques de Dublin, Sigtrygg Silkbeard, membre de la dynastie Uí Ímharr.
- Amlaíb Cuarán, un Gaulois nordique du Xe siècle qui était roi d'York et roi de Dublin.
- Amlaíb d'Écosse, (décédé en 977), était roi d'Écosse pendant les années 970.
- Amlaíb mac Gofraid (mort en 941), membre de la dynastie nordique-gaélique Uí Ímair, fut roi de Dublin de 934 à 941.
- Olaf II de Norvège, les Gaules nordiques l'appelaient Amlaíb.
- Amlaíb Ua Donnabáin (mort en 1201), roi d'Uí Chairpre Áebda tué par William de Burgh et les O'Briens.

### Dans un nom patronymique
Amalgado
- Conaing mac Amalgado, (mort en 742), un roi irlandais de Brega, du septième Uí Chonaing de Cnogba (Knowth) de la branche Síl nÁedo Sláine du sud de Ui Neill.
- Cúán mac Amalgado, (décédé en 641), un roi irlandais de Munster, de la branche Eóganacht Áine de l'Eóganachta.
- Dúngal mac Amalgado, (mort en 759), un roi irlandais de Brega, du septième Uí Chonaing de Cnogba (Knowth) de la branche Síl nÁedo Sláine du sud de Ui Neill.

### Autre
- Cín Lae Amhlaoibh, un journal en irlandais écrit par Amhlaoibh Ó Súilleabháin.
- Dónall Mac Amhlaigh, (1926–1989), écrivain irlandais.
- Dùn Anlaimh, un crannog situé sur l'île des Hébrides de Coll, en Écosse.
- Dunan Aula, un cist situé à Craignish, Argyll and Bute, Ecosse; traditionnellement nommé d'après « Olaf, fils du roi du Danemark ».
- Mac Amhlaoibh et Mac Amhalghaidh (septs irlandais), septs et clans irlandais.
- Muireann Nic Amhlaoibh, (né en 1978), un musicien et chanteur irlandais du comté de Kerry, en Irlande.

## Hypothèse "Hamlet"
Hugh Kenner (1989) a soutenu que le nom Amloði (l'ancienne forme islandaise du nom Hamlet ) provient de la forme irlandaise Amhlaoibh.